# Bergbau in Bad Häring
Bergbau in Bad Häring wird seit der zweiten Hälfte des 18. Jahrhunderts betrieben. Abgebaut wurde Glanzbraunkohle, eine Braunkohle höherer Qualität, sowie seit 1854 Kalkstein und Mergel zur Zementherstellung. 

## Geschichte
Das Vorkommen von Glanzbraunkohle in Bad Häring ist bereits seit dem Mittelalter bekannt. Die frühe Entdeckung der Lagerstätte ist vermutlich auf die an mehreren Stellen im Wald austretenden Grubengase brennender Kohleflöze zurückzuführen. 
Der Abbau von Glanzbraunkohle geht auf das Jahr 1766 zurück, als der Brixlegger Bergknappen Jakob Weindl – motiviert durch ein Preisausschreiben Kaiserin Maria Theresias – das Potential einer wirtschaftlichen Erschließung erkannte.
Während der ersten Jahre erfolgte die Gewinnung der Kohle relativ unstrukturiert vor allem durch Bauern als Nebenerwerb, später durch eine private Gewerkschaft im Tagbau an den Ausbissen der Flöze in ca. 760 bis 870 m über NN.
Die Kohle fand vor allem in der Haller Saline Absatz, nachdem die Holzfeuerung von der Kohlefeuerung zum Eindampfen der Sole abgelöst wurde. 
In der Folge wurde der systematische Abbau forciert. 1777 wurde der Theresiastollen im Auftrag der Haller Saline angeschlagen. Um die Ausbeute zu steigern, wurden langfristig mehrere Stollen angeschlagen, sodass bis 1800 bereits 10 Stollen im Betrieb waren. Darunter befanden sich der Josefistollen (1783), der Franziskistollen (1784) oder der Elisabethstollen (1785). Auch der Barbarastollen wurde zu dieser Zeit angeschlagen (1792) und war der bisher tiefste Stollen, der die hochwertigste Kohle lieferte.
Der Franziskistollen stieß nach etwa 600 Stollenmetern auf das Kohleflöz. Aufgrund des steilen Einfallens des Flözes konnte es von Häring aus durch diesen Gang nur im oberen Teil aufgeschlossen werden.
Während der bayerischen Besetzung Tirols von 1806 bis 1814 wurden weitere Stollen angefahren, wie etwa der Ferdinand-Stollen im Berggrübl-Revier um 1810, sodass der Abbau eine jährliche Produktion von ca. 10.000 t erlangte.
Um auch jene bisher unangetasteten Vorkommen zu erreichen, die unterhalb des Franziskistollen situiert waren, wurde die Planung eines Schachtes vorangetrieben und dieser kurze Zeit darauf realisiert.
Die damals technischen Möglichkeiten erwiesen sich jedoch bald als begrenzt, sodass es mittels Schachtförderung nicht gelang, dem Kohleflöz weiter in die Tiefe bis zum Auskeilen zu folgen. Daher erfolgte der Bau eines weiteren Stollens auf Höhe der Innsohle ausgehend vom ehemaligen Zementwerk in Kirchbichl. Jener Gang, genannt Fürst Lobkowitz Erbstollen, wurde 1839 angeschlagen und traf erst 1870 nach einer Länge von ca. 2500 m auf das Flöz. Mit einer Gesamtlänge des nach SE verlaufenden Stollens von 2.820 m ist er der längste des Häringer Bergbaus. Trotz seiner beachtlichen Länge erwies sich der Stollen damals als sinnvollste Möglichkeit, die Kohle kostengünstig und mit primitiven Mitteln auszufördern. Wegen auftretender Probleme und mehrerer Unfälle beim Bau dauerte die Errichtung rund 30 Jahre. Der Erbstollen, der über seine Errichtungszeit hochgerechnet einen täglichen, durchschnittlichen Vortrieb von ungefähr 25 cm erreichte, war nicht nur zur Förderung der Kohle, sondern auch zur Bewetterung und zum Abführen des Grubenwassers von großer Bedeutung.
Nach der Fertigstellung des Erbstollens wurde außerdem im Berggrüblrevier, im Barbararevier, im Karlstollen sowie im Erbstollen Kohle gefördert.
Da mit der Fertigstellung des Erbstollens 1870 eine 20 Jahre dauernde Glanzzeit des Häringer Kohlebergbaus eingeleitet wurde, konnte man sich währenddessen beruhigt neuen Projekten zuwenden, um eine Versorgungssicherheit für weitere Jahrzehnte zu garantieren. Aus diesem Grund wollte man das Abbaugebiet in tiefer gelegene Schichten erweitern und begann 1893 mit dem Abteufen eines weiteren Schachtes von der Erbstollensohle aus. Der neu errichtete Tiefbauschacht wurde 327 m abgeteuft und gemeinsam mit den neu errichteten Schächten konnte die Abbaumenge im gesamten Bergbau auf fast 40.000 t vervierfacht werden. Da sich eine fast vollständige Ausbeute der Kohlevorkommen oberhalb des Erbstollens 1890 abzeichnete verlagerte man zunehmend die Gewinnung in die neu errichteten Horizonte des Tiefbauschachtes.
1911 teufte man nach Probebohrungen schließlich den Neuschacht vom Erbstollenniveau 452 m ab, der die tiefsten Kohlevorkommen erschließen sollte. Die Schachtanlage wurde 1913 in Betrieb genommen. Nach einem Einbruch der Fördermengen aufgrund einer Vielzahl unerfreulicher Ereignisse wie den immer wieder auftretenden Grubenbränden konnte eine Steigerung der Tonnagen erzielt werden und um 1910 nahezu an die Höchstproduktion von 40.000 t angeschlossen werden. Während des Ersten Weltkrieges wurde vorübergehend das bisher beste Ergebnis erwirtschaftet, wobei 43.570 t an Ausbeute zu verzeichnen waren.
Während der Weltwirtschaftskrise Ende der 20er Jahre unterlag der gesamte Abbau einem Einsparungsprogramm, dessen Konsequenzen nur noch eine Kohleförderung über den Neuschacht bzw. den Erbstollen zuließ.
In der Zwischenkriegszeit konnten die Fördermengen mit 35.000 t annähernd konstant gehalten werden, nur 1926 kam es erneut aufgrund eines verheerenden Großbrandes zum Einbruch.
Der Neuschacht wurde ständig in die Tiefe erweitert, wobei seine Sohle 1937 nur noch 51,1 m über Adrianiveau befand. Weitere Untersuchungsbohrungen wurden bis 5 m über der Adria abgeteuft. Da in den untersten Revieren allerdings keine rentable Förderung mehr zu verzeichnen war, wurde die Gewinnung der Kohle im Wesentlichen auf die darüber liegenden Horizonte beschränkt.
Eine Schließung des mittlerweile stark defizitären Kohlebergbaus erfolgte 1941, wobei die Maschinen demontiert, die Stollen vermauert sowie Gebäude und Grundstücke verkauft wurden. Die Arbeitskräfte wurden von Bergwerksbetrieben wie dem Kupferbergbau Brixlegg, Molybdänbergbau an der Alpeiner Scharte und dem Steinkohlebergbau Nösslachjoch übernommen.
Am Ende des Zweiten Weltkrieges 1945 führte ein Engpass an fossilen Energieträgern zur kurzfristigen Wiedereröffnung mit ca. 20 Bergleuten beim Franziskistollen. Jedoch konnte ein rentables Betriebsergebnis aufgrund der niedrigen Kohlenpreise nicht erwirtschaftet werden, sodass es zur Aufgabe des Abbaus kam.
Erst ein Darlehen des Landes Tirol und finanzielle Unterstützung der Gemeinde Bad Häring ermöglichten Ende 1945 den Bau einer Anschluss-Seilbahn vom Franziski-Stollen ausgehend zur Seilbahnrampe beim Maximilian-Stollen, über die ein oberirdischer Transport erfolgen konnte. Zudem wurden unter hohem finanziellen Einsatz neue Maschinen angeschafft und eine Aufbereitungsanlage sowie eine Sortier-, Bunker- und Verladeanlage in Kirchbichl aufgebaut werden. In den folgenden Jahren wurde bis 1954 von den oberen Horizonten des Franziskistollens und am Berggrübl erneut Kohle geschürft. Auch der Barbarahorizont und der Josefistollen erfuhren eine Wiedereröffnung; als Hauptabnehmer der Kohle fanden sich die Holzfaserplattenfabrik in Wörgl und Private zu Heizzwecken.
Der Transport des Energieträgers fand ab 1949 nicht mehr mittels Seilbahn, sondern wieder über den Erbstollen statt. 1954 zeichnete sich eine Auskohlung des Erbstollenpfeilers im Süden ab, ein Ausweiten nach Norden erschien aufgrund der immer wieder auflebenden Grubenbrände nicht möglich, weshalb eine vollständige Ausbeute des Horizontes unterblieb. Um eine Fortsetzung der Lagerstätte zu finden und somit den Fortbestand des Häringer Bergwerkes zu sichern wurden geologische Gutachten erstellt. Diese lieferten im Hinblick auf die Kohlevorkommen negative Ergebnisse, weshalb eine endgültige Stilllegung des Kohlenbergbaus nach fast 200-jährigem Bestehen unerlässlich schien. Während des letzten Auflebens des Bergwerkes in der Nachkriegszeit konnten noch beachtliche 175.000 t an Ausbeute erreicht werden.

## Brände im Bad Häringer Kohlebergbau
Die Brandgefährdung im Häringer Kohlebergbau war sehr hoch. Die Brände entstanden vor allem durch die Bewetterung wenn die Kohleflöze mit Sauerstoff in Kontakt kommen.
Der erste Brand während nach Wiederauffindung der Flöze ereignete sich 1795 am Theresienstollen. Damals wurde vier Tage lang glühender Schutt ausgefördert und Wasser in die Grube eingeleitet.
1811 registrierte man erneut im Josephirevier eine starke Erwärmung, wobei der erhitzte Schutt wieder ausgefördert wurde und Wasser über Rohrleitungen eingeleitet wurde. Erst 1815 wurde die Gefahr gebannt, jedoch musste man mit neuen Problemen kämpfen, da die nassen Massen an vielen Stellen ins Rutschen gelangten und Gegenmaßnahmen forderten.
Als Prävention gegenüber neu entstehenden Bränden wollte man jegliches Kohleklein in den nächsten 8–12 Jahren ausführen und die ausgekohlten Räume mit Schutt ausfüllen. Eine vollständige Räumung der Grube war jedoch unmöglich und sehr kostspielig, sodass dies auch nicht versucht wurde. Obwohl man sich der latenten Gefahr eines Brandes bewusst war, blieb es bei unzureichenden Gegenmaßnahmen, unter anderem auch weil die Arbeitskräfte und Fördermengen begrenzt waren.
Die größte Brandkatastrophe ereignete sich am 25. Januar 1836 im Franziski-Feld, der bis heute andauert. Bereits ein Jahr zuvor wurde eine starke Wärmeentwicklung festgestellt. Innerhalb weniger Stunden breitete sich das Feuer rasch aus, sodass am nächsten Morgen bereits das gesamte nördliche Feld in Flammen stand. Das gesamte verfügbare Personal wurde zur Brandbekämpfung herangezogen, über 100 weitere Hilfskräfte wurden aus Häring und Umgebung aufgenommen. Schnell wurde klar, dass die einzige Möglichkeit darin bestand den Brandherd einzudämmen, wofür man eine Brandmauer errichten wollte. Nach eineinhalb Jahren war der Raum für den Absperrdamm geschaffen und man begann mit der Verschlämmung. Ober Tage konnte man starken Rauchaustritt an vielen Stellen feststellen, wobei man alle Rauchstellen mit Lehm versiegelte. Teils mussten zu diesem Zweck auch Waldflächen gerodet werden.
Zweieinhalb Jahre nach Ausbruch des Feuers wurde erneut glühende Kohle aufgefunden und ein Ersäufen des Reviers in Erwägung gezogen. Da jedoch das Dammsystem entsprechend erweitert wurde, sah man vor einer Flutung ab. Durch sie unterirdischen Brände entstanden an der Oberfläche zahlreiche Pingen, die verfüllt wurden.
Mehrere Jahrzehnte blieben die Häringer vor größeren Brandereignissen verschont, erst am 22. Januar 1893 wurde im nördlichen Erbstollenfeld infolge Selbstentzündung ein Brand wahrgenommen. Für fast drei Monate wurde die Produktion eingestellt, da nahezu die gesamte Belegschaft erneut zur Brandbekämpfung herangezogen werden musste.
Während der folgenden Jahre flammten immer wieder an mehreren Stellen Brandherde auf, die nie vollständig eingedämmt werden konnten. Aufgrund der starken Rauch- und Gasentwicklung wurden häufig Beschwerden geäußert, weshalb man sich unter hohem Zeitdruck für eine Flutung des gesamten Tiefbaufeldes entschloss. Der Wasserspiegel stieg anfangs im Bergwerk bis zu vier Meter, das Wasser erwärmte sich auf bis zu über 45° Celsius, die Lufttemperatur stieg auf 60° Celsius. Nach dem Auspumpen des Wassers konnten erneut glühende Verbruchsmassen gefunden werden, woraufhin man die Brandstelle abdämmte.
Im Jänner 1907 griff der Brandherd auf den Elisabethstollen über, worauf man den Abbau aufgrund der Minderwertigkeit der Kohlen aufgab.